# Eilema croceicolor
Eilema croceicolor là một loài bướm đêm thuộc phân họ Arctiinae, họ Erebidae.